# Gare de Saint-Martin-Lys
Pour les articles homonymes, voir Gare de Saint-Martin.
La gare de Saint-Martin-Lys ou gare de Saint-Martin-de-Lys  ou gare du Rébenty est une ancienne gare ferroviaire française de la ligne de Carcassonne à Rivesaltes, située sur le territoire de la commune de Saint-Martin-Lys, dans le département de l'Aude, en région Occitanie.
Elle est mise en service en 1904 par la Compagnie des chemins de fer du Midi et du Canal latéral à la Garonne.

## Situation ferroviaire
Établie à 385 mètres d'altitude, la gare de Saint-Martin-Lys est située au point kilométrique (PK) 409,859 de la ligne de Carcassonne à Rivesaltes entre les gares ouvertes d'Axat et de Quillan. Elle est séparée de la gare de Quillan par la gare aujourd'hui fermée de Belvianes.

## Histoire
Cette gare a été mise en service le 22 mai 1904 lors de l'ouverture du tronçon entre Quillan et Saint-Paul-de-Fenouillet de la ligne de Carcassonne à Rivesaltes.
La section entre Quillan et Rivesaltes a été fermée au trafic voyageurs le 18 avril 1939. 
En 1952, un autorail Renault VH avait assuré un service vers Axat depuis Quillan, quelques semaines après un éboulement dans les gorges de la Pierre-Lys afin de permettre aux habitants de la zone d'aller à Quillan, Limoux et Carcassonne.
Dans les années 1960, la gare a été louée à la SNCF pour la reconvertir en usine de traitement de la dolomie. Cette usine avait permis de remettre en service le tronçon d'Axat à St-Martin-Lys qui avait été abandonnée en 1956. Puis, en 1990, la ligne a été démantelée entre Quillan et la sortie de la gare.
En 1998, le trafic Fret SNCF s'est achevée dans cette gare. Fret TPCF a proposé ses services à la création d'un OFP, mais le service voie de la SNCF n'a pas accordé la requalification de cette section qui n'a été obtenue que pour le tronçon de Rivesaltes à Caudiès de Fenouillèdes.
En juin 2015, l'usine a fermé ainsi que celle de Salvezines et de Caudiès de Fenouillèdes dirigées par le même groupe Imerys. L'emplacement est de nouveau mis en location par la SNCF.
Dès février 2016, l'usine était entièrement démontée, seul le bâtiment de l'ancienne gare restait.
En juin 2018, ouverture d'un nouveau quai à la halte du train rouge TPCF de l'ancienne gare de Saint-Martin-Lys .

## Service des voyageurs

### Accueil
Il n'est actuellement pas possible de réserver des billets à la halte de Saint-Martin-Lys. Ces réservations doivent être faites en gare d'Axat ou de Rivesaltes. Mais il est possible de prendre le train dans cette gare ou de descendre pour une excursion.

### Desserte
Bien que la gare soit fermée au trafic voyageurs, le train touristique TPCF fait halte à cette gare. A proximité se trouve le restaurant « Le Rébenty ».

### Intermodalité
Sur la départementale D117 au pied du pont menant à la gare, se trouve un arrêt de bus de la ligne 402 de liO (proche du restaurant « Le Rébenty »).

## Réouverture
Maintenant que la gare n'est plus utilisée comme usine, TPCF peut reprendre la gare mais les installations sont en mauvais état donc une rénovation s'impose. Un autre problème s'ajoute à celui-ci, son éloignement du village de Saint-Martin-Lys, la rend vulnérable au vandalisme (par le passé, du matériel stocké dans un tunnel a déjà été dégradé), ce qui oblige TPCF à chercher un moyen pour protéger ou surveiller le terrain.

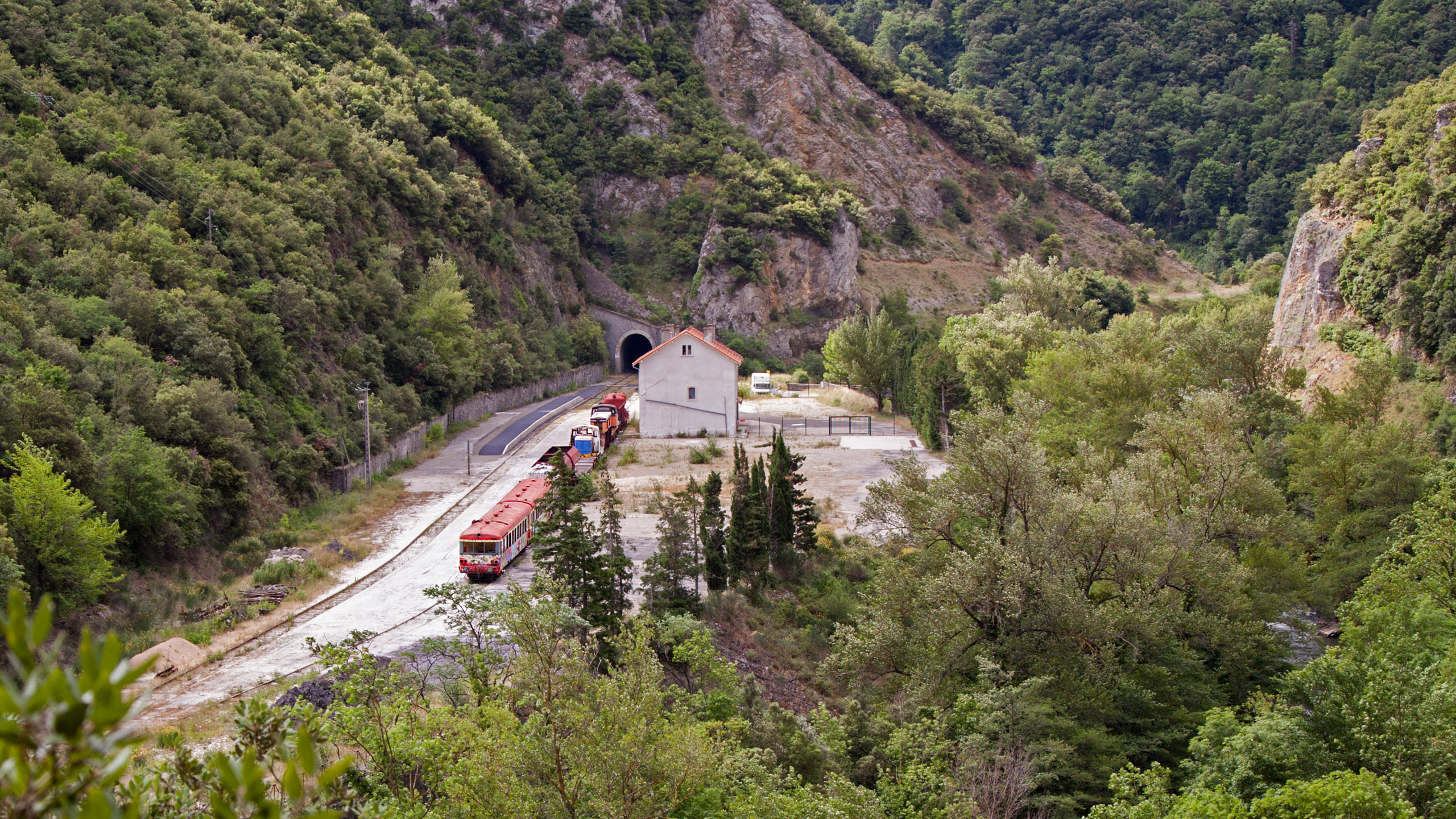
Gare de Saint Martin Lys
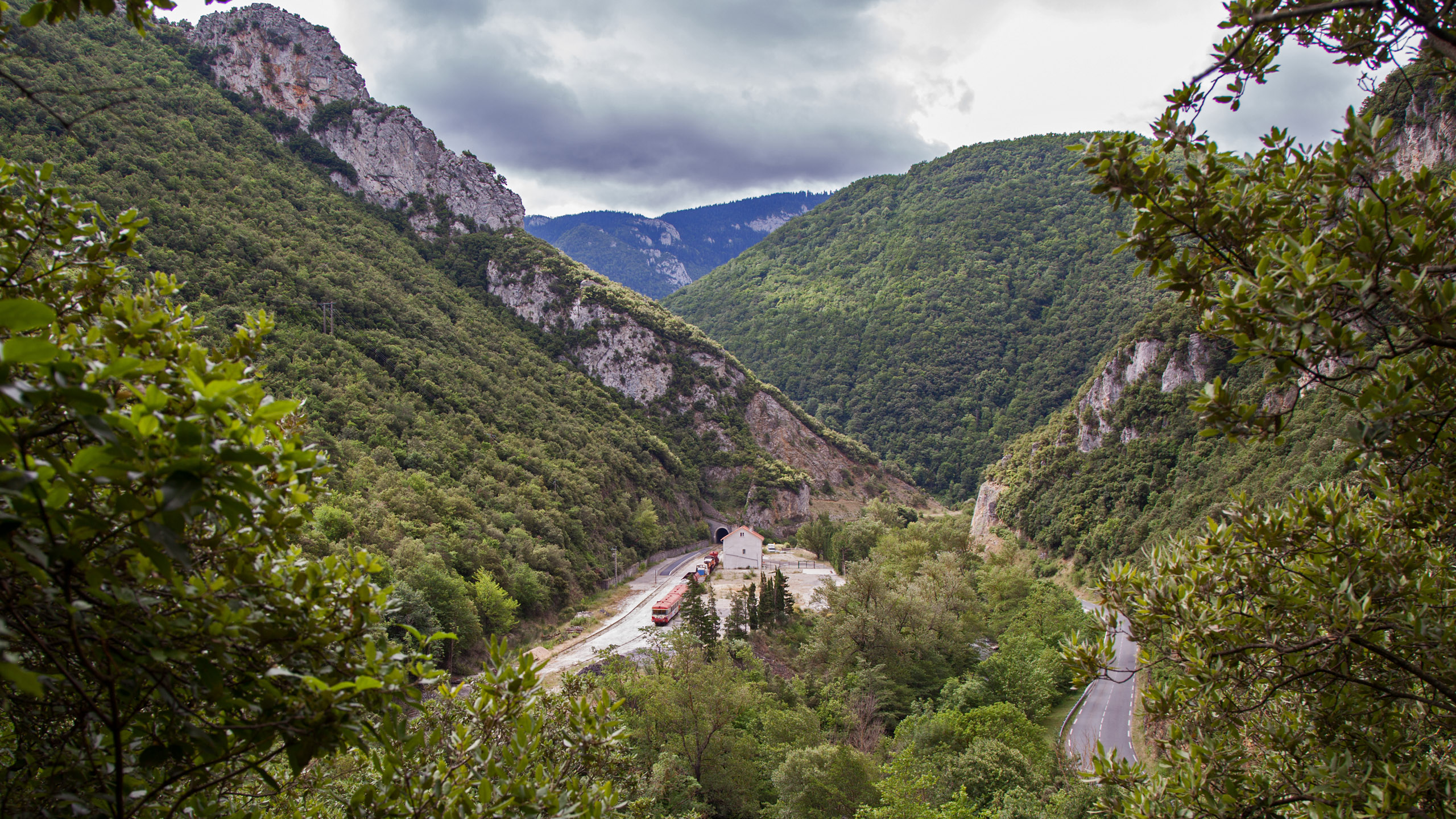
L'ancienne usine de dolomie à la gare au bord de l'Aude et de la RD118
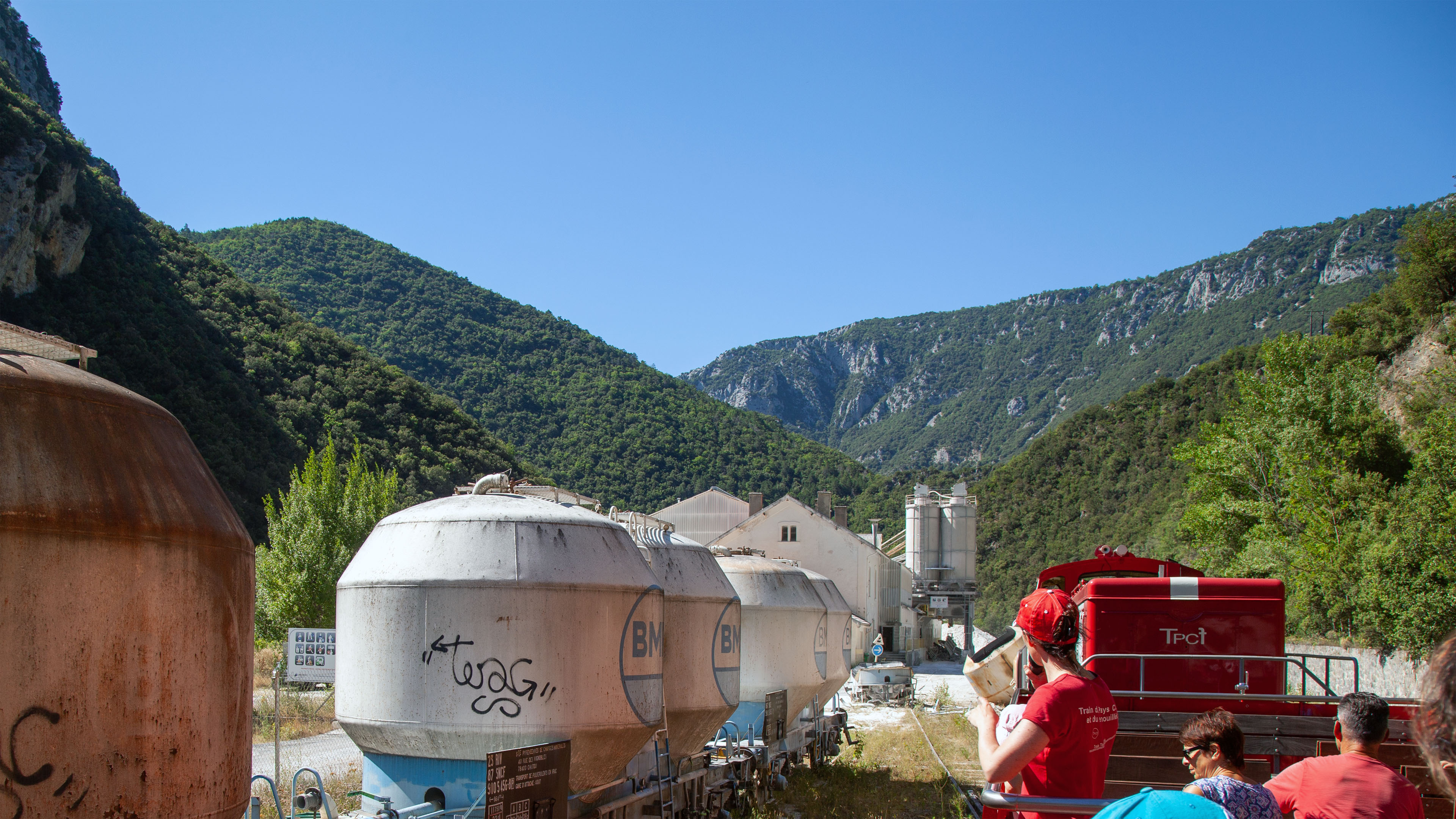
Le train rouge en gare de Saint Martin Lys